# Alberto IV, Duque de Saxe-Eisenach
Alberto, Duque de Saxe-Eisenach, (Altemburgo, 27 de Julho de 1599 – Eisenach, 20 de Dezembro de 1644) foi um governante do ducado de Saxe-Eisenach.  Foi o sétimo filho (quarto a chegar à idade adulta) de João II, Duque de Saxe-Weimar e da sua esposa, a princesa Doroteia Maria de Anhalt.  O seu nome régio, Alberto IV foi escolhido tendo em conta a linha de sucessão do ducado da Saxónia como um todo e não de Saxe-Eisenach em específico.

## Primeiros anos
Alberto recebeu a sua primeira instrução do marechal-de-campo Frederico de Kospoth. Mais tarde, estudou na Universidade de Jena com os seus irmãos.
Entre os anos de 1619 e 1621 completou a sua Cavalierstour (Viagem de Estudo) juntamente com o seu irmão mais novo, o príncipe João Frederico. Os dois príncipes viajaram pela França e pela Suíça.

## Casamento e últimos anos
Quando regressou à sua terra-natal em 1621, Alberto dedicou-se a assuntos administrativos até 1626. Também representou os seus irmãos em regências quando estes se ausentaram das suas terras.
A 24 de Junho de 1633, Alberto casou-se em Weimar com a princesa Doroteia de Saxe-Altemburgo, filha de Frederico Guilherme I, Duque de Saxe-Weimar. Não nasceram herdeiros deste casamento.
De acordo com o tratado de divisão que realizou com os irmãos, Alberto recebeu Eisenach em 1640. Acabaria por morrer quatro anos depois, altura em que as suas terras voltaram para Saxe-Weimar que se encontrava sob o governo do seu irmão mais velho Guilherme, Duque de Saxe-Weimar.

## Genealogia
| Alberto IV, Duque de Saxe-Eisenach | Pai: João II, Duque de Saxe-Weimar | Avô paterno: João Guilherme, Duque de Saxe-Weimar  | Bisavô paterno: João Frederico I da Saxônia                     |
| Alberto IV, Duque de Saxe-Eisenach | Pai: João II, Duque de Saxe-Weimar | Avô paterno: João Guilherme, Duque de Saxe-Weimar  | Bisavó paterna: Síbila de Cleves                                |
| Alberto IV, Duque de Saxe-Eisenach | Pai: João II, Duque de Saxe-Weimar | Avó paterna: Doroteia Susana do Palatinado-Simmern | Bisavô paterno: Frederico III, Eleitor Palatino                 |
| Alberto IV, Duque de Saxe-Eisenach | Pai: João II, Duque de Saxe-Weimar | Avó paterna: Doroteia Susana do Palatinado-Simmern | Bisavó paterna: Maria de Brandenburg-Kulmbach                   |
| Alberto IV, Duque de Saxe-Eisenach | Mãe: Doroteia Maria de Anhalt      | Avô materno: Joaquim Ernesto, Príncipe de Anhalt   | Bisavô materno: João V, Príncipe de Anhalt-Zerbst               |
| Alberto IV, Duque de Saxe-Eisenach | Mãe: Doroteia Maria de Anhalt      | Avô materno: Joaquim Ernesto, Príncipe de Anhalt   | Bisavó materna: Margarida de Brandemburgo, Duquesa da Pomerânia |
| Alberto IV, Duque de Saxe-Eisenach | Mãe: Doroteia Maria de Anhalt      | Avó materna: Leonor de Württemberg                 | Bisavô materno: Cristóvão, Duque de Württemberg                 |
| Alberto IV, Duque de Saxe-Eisenach | Mãe: Doroteia Maria de Anhalt      | Avó materna: Leonor de Württemberg                 | Bisavó materna: Ana Maria de Brandenburg-Ansbach                |